# قسم آيبك الريفي (مقاطعة اشتهارد)
قسم آيبك الريفي (بالإنجليزية: Eypak Rural District)‏ هي منطقة سكنية تقع في ألبرز في إيران. يقدر عدد سكانها بـ 1,174 نسمة .